# Ould Yengé (departement)
Ould Yenge är ett departement i Mauretanien.   Det ligger i regionen Guidimaka, i den södra delen av landet, 500 km sydost om huvudstaden Nouakchott.